# Kusŏng
Kusŏng (kor. 구성) – miasto w zachodniej Korei Północnej, w prowincji P’yŏngan Północny. Około 196,5 tys. mieszkańców.